# Вулиця Помірки (Львів)
Ву́лиця Помірки — вулиця в Личаківському районі Львова, у місцевості Знесіння. Пролягає від вулиці Новознесенської.

## Історія
У 1931 році називалась Гранична, до 1933 року Пйотра Хмелевського, з 1933 до 1944 Помярки. Сучасна назва з 1944 року.

## Забудова
Забудова – переважно одноповерховий конструктивізм 1930-х 